# Tuindorp (wijk)

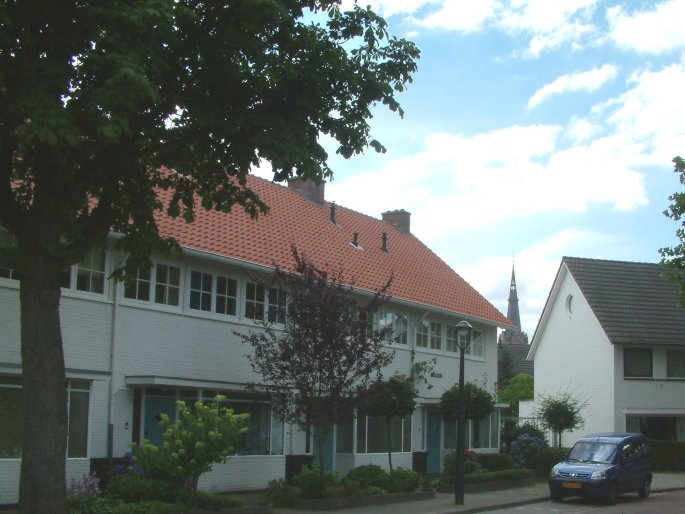
Het Witte Dorp, een tuindorp in Eindhoven

Een tuindorp of tuinwijk is een term voor een specifieke vorm van Europese stedenbouw. Hij verwijst naar stadswijken met een typisch dorps karakter. Veel tuindorpen zijn gebouwd vanaf de jaren twintig van de twintigste eeuw, om een tegenwicht te bieden aan de verpauperde arbeiderswoningen van grote steden. Soms werden zij opgezet door sociaal voelende ondernemers, andere tuindorpen zijn gebouwd door woningcorporaties of gemeenten. Het is vaak een variant op het tuinstadmodel, maar dan bescheidener uitgevoerd als onderdeel van een grote(re) stad in plaats van een opzichzelfstaande nieuwe gemeenschap. Tuindorpen werden ook opgezet als nieuwe buurten in dorpen, bijvoorbeeld om arbeiders van een nabijgelegen fabriek te huisvesten.

## Achtergrond
De tuindorpen kenmerken zich door lage eengezinswoningen met een voor- en een achtertuin en een omgeving met veel groen. Het ontbreken van stedelijk vertier zoals kroegen, en de sterke nadruk op de gezinswoning als kern van het leven, moesten bijdragen aan de vorming van een fatsoenlijk, burgerlijk karakter.
Niet altijd zijn de tuindorpen ook daadwerkelijk bevolkt door arbeiders. Arbeiders bleken lang niet altijd genegen om dicht in de buurt van hun werkgever te wonen. Aan de andere kant waren de tuindorp-huizen vaak van zo'n goede kwaliteit, dat middenklasse-groepen als ambtenaren en politieagenten massaal naar de tuindorpen trokken.

## Tuindorpen en -wijken naar land

### België

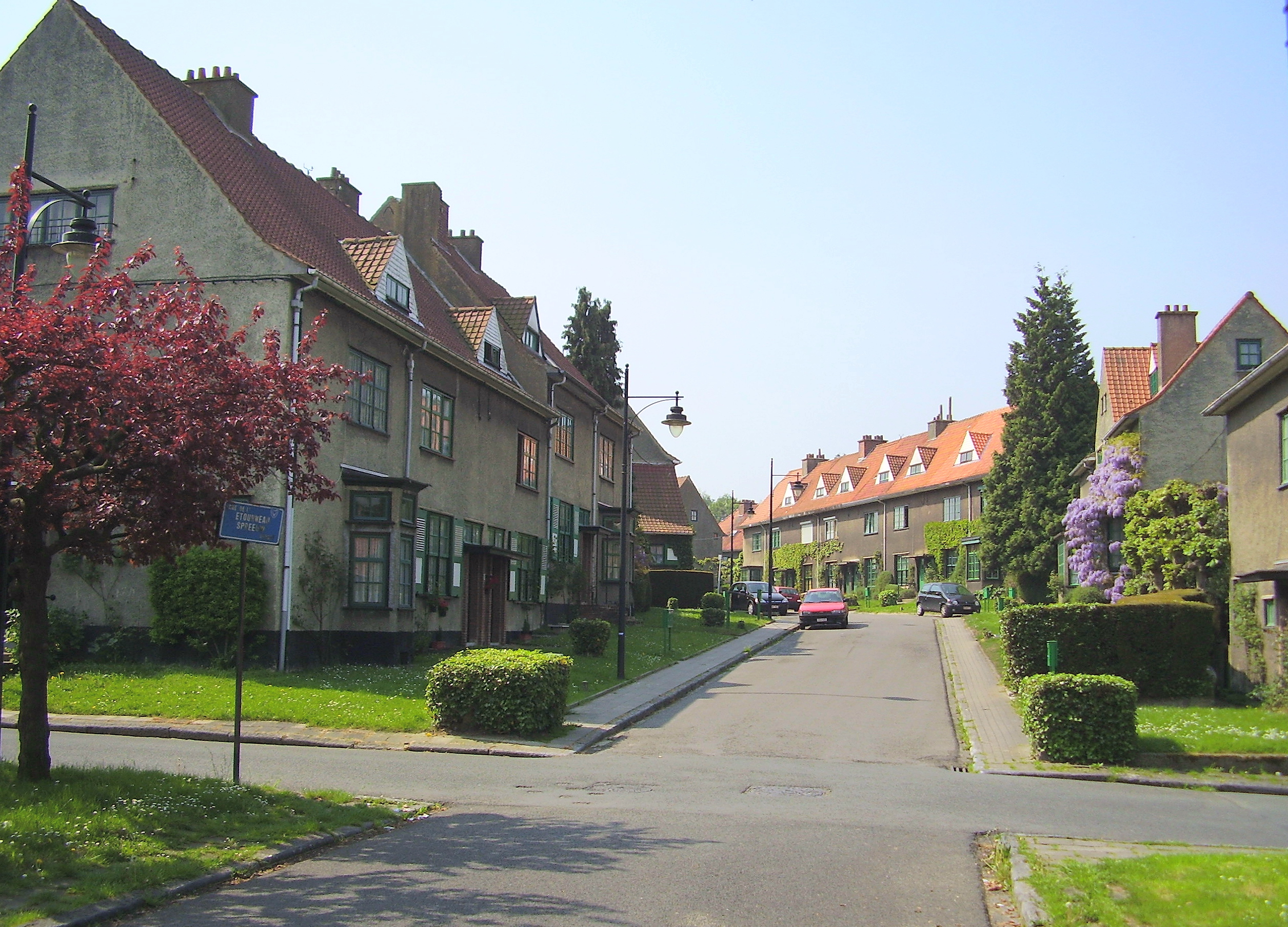
Tuinwijk Le Logis in Watermaal-Bosvoorde.

In België werden vooral na de Eerste Wereldoorlog tuinwijken aangelegd. In 1919 werd de Nationale Maatschappij voor Goedkope Woningen en Woonvertrekken opgericht. Men volgde geen model van privébezit, om privéspeculatie tegen te gaan, maar eerder huurderscoöperaties, wat vooral door socialisten werd verdedigd. De maatschappij richtte zich vooral op de vormelijke aanleg en subsidieerde de woningenbouw, zodat de steden en gemeenten nog instonden voor de gemeenschapsvoorzieningen. Later in de jaren twintig kwam men onder impuls van katholieken en liberalen toch terug tot het uitgangspunt van het privébezit. De meeste tuinwijken verschenen in de jaren twintig aan de toenmalige stadsranden.
Enkele bekende tuinwijken vindt men in Brussel; zie hiervoor tuinwijken in Brussel.
In Belgisch Limburg startte de aanleg van tuinwijken reeds voor de Eerste Wereldoorlog. Begin 20ste eeuw begonnen de verschillende koolmijnen van het Kempens Bekken met de exploitatie. Vanaf 1910 startte de bouw van de eerste tuinwijken (cités) voor de huisvesting van het aan te trekken personeel in Waterschei en Winterslag in Genk. In verschillende bouwfasen werden tot in de jaren 1950 wijken bijgebouwd nabij de verschillende mijnzetels. Er kwamen onder andere Eisden-Tuinwijk bij de Steenkoolmijn van Eisden, de tuinwijk van Meulenberg bij de steenkoolmijn van Houthalen, de tuinwijk van architect Adrien Blomme in Winterslag, Cité Berkenbos en Kleuterweg bij mijn van Zolder, de cités van de mijn van Waterschei en van de steenkoolmijn van Beringen, en bij de steenkoolmijn van Zwartberg en de cité Zwartberg.
Vanaf 1919 werd in Roeselare de tuinwijk Batavia gebouwd. In Hautrage werd vanaf 1921 een tuinwijk naar ontwerp van Antoine Pompe gebouwd. Door Flor Van Reeth werd in 1922-1923 de Lierse tuinwijk Zuid-Australië gebouwd, die in de Tweede Wereldoorlog werd verwoest. In Verviers bevindt zich de Cité Mallar van architect Carlos Thirion. In Langerbrugge ligt de tuinwijk Herryville van architect E. Dhuicque uit 1929.
- Antwerpen:
  - Unitas (Deurne-Zuid)
  - Moretusburg (Hoboken)
  - Heike (Hoboken)
  - Garden City Elsdonk (Wilrijk en Edegem)
- Beringen: Tuinwijk Beringen-Mijn (vanaf 1908)
- Brugge: Sint-Pieters-Tuinwijk
- Brussels Hoofdstedelijk Gewest (Tuinwijken in Brussel):
  - Anderlecht: Goede Lucht, Het Rad, Moortebeek
  - Laken: Verregat
  - Schaarbeek: Terdelt
  - Sint-Agatha-Berchem: Cité Moderne
  - Sint-Jans-Molenbeek: Diongre
  - Sint-Lambrechts-Woluwe: Kapelleveld
  - Ukkel: Homborch
  - Watermaal-Bosvoorde: Floréal, Le Logis
- Dendermonde: 't Keur
- Diksmuide: Tuinwijk
- Genk:
  - Tuinwijk van Zwartberg (vanaf 1910)
  - Winterslag-Tuinwijk (vanaf 1912)
  - Waterschei Cité Industrielle of Oude Cité (vanaf 1910)
  - Tuinwijk van Waterschei(vanaf 1923)
  - Staatstuinwijk Winterslag (1927)
- Gent:
  - Gent: Steenakker- Tuinwijk
  - Malem, Werkliedenkolonie
  - Gentbrugge: Ter Heide
  - Langerbrugge: Herryville
  - Oostakker: Kromme Boom
  - Sint-Amandsberg: Bernadettewijk
- Hamme: Oostkouter
- Heusden-Zolder:
  - Cité Berkenbos (vanaf 1913) en Kleuterberg (vanaf 1923)
- Houthalen-Helchteren:
  - Meulenberg-Tuinwijk (vanaf 1938)
- Ieper: Ligywijk
- Kalmthout: Vredeburg
- Kapellen: Essenhout
- Leuven: Matadiwijk[1][2]
- Lier: Pallieter
- Maasmechelen:
  - Eisden-Tuinwijk (vanaf 1911)
  - Vucht-Cité (vanaf 1949)
- Menen: Ons Dorp
- Olen: Olense Cité
- Roeselare: Batavia, Meiboom
- Sint-Pieters-Leeuw: Zuun
- Turnhout: Volksplein
- Verviers: Cité Mallar
- Visé: Cité Minière van Steenkolenmijn van Hasard (1925)
- Veurne: Nieuwstad
- Waregem: Veertig Huizen
- Wetteren: Nieuwe Tuinwijk of Tivoli
- Zelzate: Tuinwijk Klein Rusland
- Zonhoven: Tuinwijk Beverzak (1923)

### Nederland

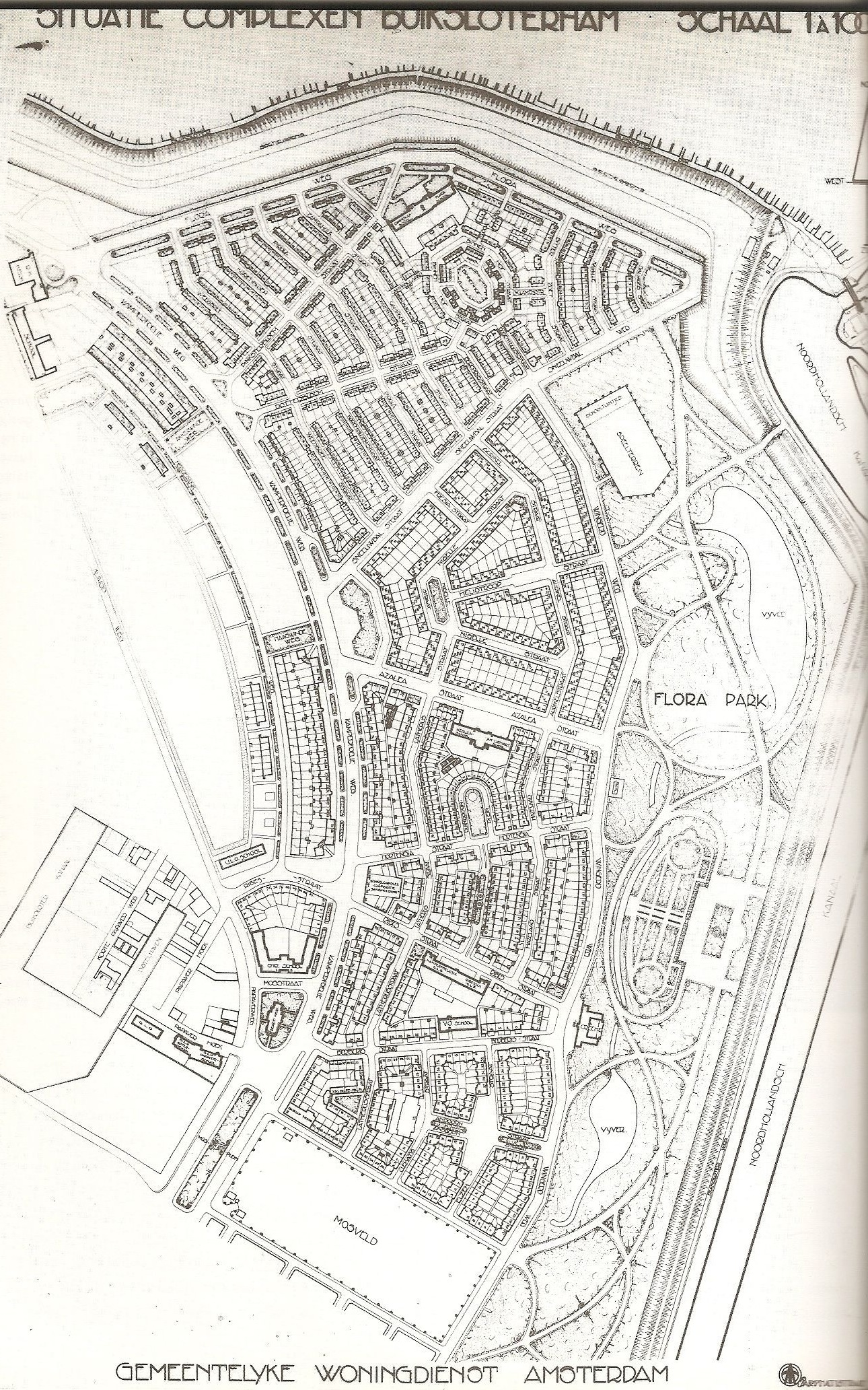
Plattegrond van Tuindorp Buiksloterham uit 1928.

Een aantal Nederlandse wijken die als tuindorp zijn opgezet:
- Amsterdam:
  - Betondorp (officieel Tuindorp Watergraafsmeer), een wijk in de Watergraafsmeer uit de jaren twintig
  - Tuindorp Frankendaal, een wijk in de Watergraafsmeer uit de jaren vijftig
  - Tuindorp Nieuwendam, een wijk in Amsterdam-Noord
  - Tuindorp Buiksloot, een wijk in Amsterdam-Noord
  - Tuindorp Buiksloterham, een wijk in Amsterdam-Noord
  - Tuindorp Oostzaan, een wijk in Amsterdam-Noord
  - Disteldorp en Vogeldorp, een tweeling tuindorpen in Amsterdam-Noord

Op 3 maart 2014 is Amsterdam-Noord aangewezen als beschermd stadsgezicht. Naast de dijkdorpen langs de Waterlandse Zeedijk en Oud-Noord zijn ook de tuindorpen Nieuwendam, Buiksloot, Buiksloterham, Oostzaan, Disteldorp en Vogeldorp onderdeel van dit Rijksbeschermd stadsgezicht.
- Tuindorp De Riet, een wijk in de gemeente Almelo, gebouwd voor arbeiders uit de textielindustrie
- Mussenberg in Arnhem, gebouwd in 1910-11. De huizen zijn ontworpen in cottagestijl en waren voorzien van gaslicht en watercloset.
- Tuindorp Geitenkamp in Arnhem, tussen 1920 en 1930 gebouwd op de stuwwal van Arnhem en sinds 2008 als beschermd stadsgezicht ingeschreven in het monumentenregister
- Rijksbeschermd gezicht Bergen - Tuindorp Oostbuurt
- Agnetapark in Delft, gebouwd in de jaren 1882-1885 in opdracht van Jacques van Marken (1845-1906), directeur van de nabijgelegen Koninklijke Nederlandsche Gist- en Spiritusfabriek te Delft
- Knutteldorp in Deventer
- De wijk Molenberg in Heerlen
- Tuindorp 't Lansink in Hengelo opgericht door Stork
- Tuindorp Vreewijk, een wijk in de gemeente Rotterdam
- Tuindorp (Utrecht) en Tuindorp Oost, twee wijken in het noordoosten van Utrecht
- Elinkwijk en omgeving en de De Lessepsbuurt, twee wijken in het noordwesten van Utrecht, gebouwd voor werknemers van onder andere Demka
- Tuindorp (Zevenaar), een dorp/wijk in de gemeente Zevenaar
- Tuindorp Heijplaat, een dorp/wijk in de gemeente Rotterdam

Tuinwijk, een kleinere variant van het tuindorp, eveneens als onderdeel van grote(re) steden
- Vogelwijk (Den Haag) (Tuinwijk Houtrust)
- Tuinwijk (Utrecht)
- Tuinwijk (Bergen op Zoom)
- Tuinwijk-Zuid Haarlem
- Tuinwijk in Groningen
- Het Blauwe Dorp in Groningen
- Kruidenbuurt in Eindhoven
- Fatima in Weert
- Tuinwijk (Nijmegen)

voor de tuindorpen bij kleinere plaatsen:
- Agodorp bij Ter Apel
- Halmbuurt en Suikerbuurt in Hoogkerk
- Tuindorp Oosterhaar in Haren
- Tuinwijk Sterrebosch in Driebergen-Rijsenburg

Een voorbeeld van een kleinschalig tuindorp dat geen deel uitmaakt van een grotere plaats is Heveadorp.
Ook vanaf 2000 zijn er woonwijkontwerpen die teruggrijpen op het tuinstad-idee:
- De Vijfhoek in Deventer is een tuinstad met bijna vijfduizend woningen geïnspireerd op klassieke Engelse tuinstadvoorbeelden.
- EVA-Lanxmeer is een ecowijk in Culemborg, geïnspireerd op het tuinstadmodel.
- Sion (Rijswijk) in een woonwijk in het zuidwesten van Rijswijk, ontworpen met kronkelige wegen in een voormalig tuinbouwgebied, waaraan energieneutrale woningen zijn gebouwd.